# Bart Smits
Bart Smits (Oss, 17 de Março de 1972) é um cantor de heavy metal holandês. 
Foi um dos membros fundadores da banda The Gathering. Em 1993 saiu da banda e passou a integrar a banda Wish.
Em 2003 a banda separou-se. 